# Neurofeedback
Das Neurofeedback ist eine Spezialrichtung des Biofeedbacks. Die älteste Form ist das EEG-Neurofeedback. Dabei werden Gehirnspannungskurven (EEG-Wellen) von einem Computer in Echtzeit gemessen, nach ihren Frequenzanteilen (FFT) zerlegt und auf einem Computerbildschirm dargestellt. Die auf diese Weise ermittelte Frequenzverteilung im Quantitativen EEG, die vom Aufmerksamkeits- bzw. Bewusstseinszustand (zum Beispiel wach, schlafend, aufmerksam, entspannt, gestresst) abhängig ist, kann für das Training (mittels Feedbacktraining) genutzt werden. Dem Probanden ist es dabei möglich, durch die verarbeitete Rückmeldung des eigenen EEGs eine bessere Selbstregulation zu erreichen. Obwohl es mittlerweile auch neuere Formen des Neurofeedbacks gibt, in denen Feedback zur neurologischen Aktivität beispielsweise über ein fMRT geliefert wird, wird Neurofeedback weiterhin meist als Synonym zum EEG-Neurofeedback verwendet. Das Feedback wird häufig in Form von Animationen, Spielen, Medienmanipulation oder Musik präsentiert, die durch die Hirnaktivität kontrolliert oder beeinflusst werden. Auch das Feedback wird beständig weiterentwickelt, sodass in Einzelfällen VR-Brillen zum Einsatz kommen. Außerdem lässt sich Neurofeedback mittlerweile auch mit Controllern kombinieren, um die Trainierenden noch selbstständiger mit dem Feedback interagieren lassen zu können.

## Theorie
Die Wirkung des Neurofeedback-Trainings wird mit der so genannten operanten Konditionierung erklärt. Dies ist im Wesentlichen ein Lernprozess, bei dem ein bestimmtes Verhalten verstärkt wird. Weil dies ohne das Bewusstsein stattfindet, ist hierfür keine bewusste Anstrengung nötig. Im Prinzip kann jede Person Neurofeedback erlernen (Lerntheorie).
Für das Neurofeedbacktraining dient das EEG-Signal als Grundlage. Dieses wird im Wesentlichen durch seine Stärke (Amplitude) und die Schwingungsanzahl (Frequenz der einzelnen Frequenzbänder) bestimmt. Zu diesem Zweck muss das Roh-EEG-Signal, welches von Elektroden an der Kopfhaut aufgenommen wird, zunächst hinreichend verstärkt werden.
Der EEG-Verstärker leitet die Signale direkt an einen Computer weiter, wo sie von einem speziellen Programm für Trainingszwecke aufbereitet werden. Dies geschieht zum Beispiel durch die Zerlegung des Roh-EEGs in verschiedene Wellenanteile, den Hirnfrequenzen wie Alpha, Beta, Delta, Theta oder Gamma.
Auf diese Weise werden physiologische Vorgänge, welche sonst im Verborgenen liegen, wahrnehmbar gemacht, damit der Körper überhaupt Feedback erhalten kann. Ein akustisches und/oder optisches Feedback (zum Beispiel Musik, Geräusch, Videoclip oder eine Computeranimation) wird vom Computer dann gegeben, wenn die EEG-Wellen des Gehirns eine erwünschte Zusammensetzung aufweisen. Dies geschieht durch eine fortwährende Analyse des Signals, indem das Computerprogramm Trends in den Ausschlägen der Hirnwellen berechnet und diese mit einem vorgegebenen Schwellenwert in Bruchteilen von Sekunden vergleicht. Werden nun in einem gewissen erwünschten Maße Schwellen unter- beziehungsweise überschritten, wird diese Gehirnaktivität mittels eines Belohnungsreizes verstärkt. Siehe auch positive Verstärkung.

### Modell der neuronalen Fehlregulation
Es gibt eine Vielzahl von Modellen, die mit der Entstehung von Symptomen in Verbindung gebracht werden können. Theoretiker des Neurofeedbacktrainings sehen die Ursache vieler zentralnervöser Störungen in einer Fehlregulation kortikaler und subkortikaler Strukturen begründet, welche sich global in vier Ursachenklassen aufgliedern lässt. Dies sind: Überstimulation (Overarousal), Unterstimulation (Underarousal), mangelnde Hemmung (Disinhibition) und Instabilität. Ziel ist es, durch Heruntertrainieren oder Herauftrainieren bestimmter Wellenanteile Symptome positiv zu beeinflussen. Eine direkte Behandlung von Symptomen findet nicht statt.

## Historische Vorläufer
1898 entdeckte Edward Lee Thorndike das Lern-„Gesetz der Wirkung“ und legte den Grundstein für die Entwicklung der instrumentellen Konditionierung. 1905 führte Iwan Petrowitsch Pawlow die berühmt gewordenen Experimente mit einem Hund durch und entdeckte damit das Konzept der klassischen Konditionierung (Pawlowscher Hund).
Hans Berger entdeckte 1929 elektrische Potenzialschwankungen unterschiedlicher Frequenzen an Elektroden, die an der Schädeldecke angebracht sind, und nannte die davon aufgezeichneten Kurven „Elektroenzephalogramm“. Insbesondere die von ihm erforschte Charakteristik der Alpha-Wellen im EEG ist auch heute noch von großer Bedeutung für Neurofeedback-Therapeuten.
1950 brachte Neal E. Miller von der Yale University Mäuse dazu, ihre Herzfrequenz (in eine gewählte Vorzugsrichtung) zu trainieren, indem er diesen eine Belohnung durch eine Stimulation des Lustzentrums im Gehirn gab. Später trainierte er in vergleichbarer Weise auch Menschen dazu, indem er diese mittels als angenehm empfundener Klänge trainierte bzw. im Erfolgsfall belohnte. 1967 veröffentlichte M. Barry Sterman eine Studie, in der er ausführt, dass er Katzen trainiert hat, ihre EEG-Wellen zu modifizieren. Später entdeckte er per Zufall, dass die auf diese Weise trainierten Katzen resistent sind gegen epileptische Anfälle (welche bei untrainierten Katzen durch Kontakt mit giftigen Dämpfen (Monomethylhydrazin) ausgelöst wurden), und zeigte damit, dass EEG-Wellentraining die Fähigkeiten des Gehirns verbessern kann. 1971 führte M. Barry Sterman in seiner ersten von fünf Veröffentlichungen aus, dass epileptische Anfälle beim Menschen durch EEG-Wellentraining (Sensomotorischer Rhythmus, SMR) unter Kontrolle gebracht werden können. Ab 1975 forschte Joel Lubar zu EEG-Biofeedback zuerst im Hinblick auf Epilepsie und später zu Hyperaktivität und ADHS.
1998 nahmen die Yonkers District Schulen, New York, Neurofeedbacktraining in ihren Ausbildungsplan auf. 2006 trainierte die italienische Fußballnationalmannschaft mit Neurofeedback.

## Vorgehensweisen (Trainingsprotokolle)

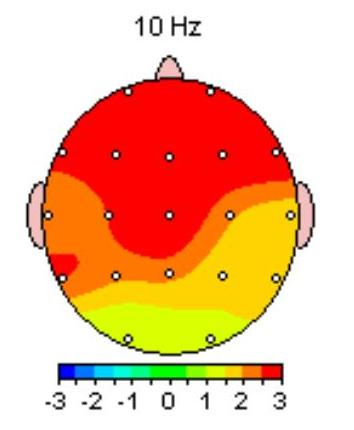
QEEG-Aufnahme: frontales Alpha auffällig hoch mit 3 Standardabweichungen (hier rot eingezeichnet und u. a. typisches Zeichen für einen Subtyp von ADS)

Wichtig vor jeder Behandlung ist zunächst eine eingehende Anamnese, Diagnostik und Befunderhebung. Das Ergebnis gibt dem Neurofeedbacktherapeuten wichtige Hinweise darüber, mit welcher Art von zentralnervöser Erregung es der Patient oder die Patientin zu tun hat. So steht zum Beispiel schlechter Schlaf oft mit (kortikaler) Übererregung, ADS (ohne Hyperaktivität) oft mit (kortikaler) Untererregung in Verbindung. Migräne, verschiedene Anfallsleiden, aber auch Tics stehen mehr mit instabilem Arousal in Zusammenhang. Anhand einer sogenannten „Symptomcheckliste“ kann dann festgestellt werden, welcher Typus vorherrscht. Damit sind aber nur vage Aussagen darüber zu treffen, in welchem Frequenzbereich zu viel oder zu wenig Aktivität vorliegt. Deswegen wird neben dem rein symptomorientierten Ansatz bei der Befundung auch die quantitative Analyse des EEGs (QEEG) angewendet. Mit Hilfe von wissenschaftlich erstellten Datenbanken lässt sich normale von gestörter Hirnfunktion heute viel genauer unterscheiden. Dies ermöglicht wiederum eine präzisere Auswahl geeigneter Neurofeedbackprotokolle.

### Amplituden-Training und Frequenzbandtraining
Ein Hauptaugenmerk liegt beim Neurofeedback auf dem Training zur Erhöhung oder Verminderung der Schwingungsamplitude der Frequenzen eines EEG-Frequenzbandes. Die Frequenzbänder, die für dieses Training verwendet werden, stimmen mit den aus der EEG-Forschung bekannten Frequenzbändern überein. Die deutliche Mehrheit der wissenschaftlichen Arbeiten untersucht EEG-Neurofeedback mithilfe dieser Art des Trainings.
Die im EEG auftretende Spannung ist umso größer, je mehr Nervenzellen lokal synchron „feuern“. Beim Neurofeedback-Amplitudentraining werden also letztendlich lokale Synchronitäten im Gehirn trainiert. Dabei muss nicht zwangsläufig eine erhöhte Synchronität gewünscht sein, oft wird auch das Erreichen einer geringeren Amplitude, also weniger Synchronität mit positiven Feedback belegt. Des Weiteren werden oft mehrere Bedingungen gleichzeitig trainiert. Es gibt also für den Probanden nur dann positives Feedback, wenn er in einem Frequenzbereich beispielsweise eine höhere Amplitude erreicht und gleichzeitig in einem anderen Frequenzbereich eine niedrigere Amplitude. Damit kann gezielter auf die Zusammensetzung des gesamten EEG eines Probanden eingegangen werden.
Das heißt: EEG-Wellenanteile (Frequenzbereiche), die als vorteilhaft bekannt sind, werden bei Auftreten belohnt, wie zum Beispiel SMR (Sensomotorischer Rhythmus) und Beta. Frequenzband-Amplituden, die als weniger vorteilhaft bekannt sind (wie zum Beispiel das niedrige Theta – typisch für Konzentrationsmangel – und high Beta-Stress, hektischer Gedankenablauf) werden unterdrückt bzw. es wird in diesem Fall belohnt, wenn sich die Amplitude verringert. Ein Trainingsprotokoll charakterisiert sich durch die Messposition der Elektrode und der involvierten Frequenzbänder.
Im Wettkampfsport wird Neurofeedback mit Frequenzbandtraining auch eingesetzt.

### SCP-Training
Beim SCP-Training wird der Wert des Gleichspannungsanteils (sog. Slow Cortical Potentials, SCP) trainiert. Diese Art von Neurofeedback ist in ganz besonderem Maße der Forschungsarbeit der Gruppe um Niels Birbaumer zu verdanken. Langsame kortikale Potenziale spielen unter anderem eine tragende Rolle bei so genannten Gehirn-Computer-Schnittstellen (Brain-Computer Interfaces, BCI), bei deren Erforschung und Entwicklung Birbaumer maßgeblich beteiligt ist.

### Training von Konnektivität des EEGs
Neurofeedback kann auch die Kohärenz der Signale zweier Elektrodenplätze bzw. Hirnregionen in einem gewählten Frequenzband trainieren. Kohärenz ist hier ein Maß für das Zusammenwirken unterschiedlicher Lokalitäten der Großhirnrinde. So ist zum Beispiel die Kohärenz zwischen Broca-Areal und Wernicke-Zentrum entscheidend für die Sprachfähigkeit. Zu viel oder zu wenig Zusammenarbeit kann sich dann zum Beispiel in Sprachstörungen äußern. Die Kohärenz hat einen Wertebereich von 0 bis +1 (in der Praxis auch schon mal als 0 bis 100 % bezeichnet). Beim Kohärenztraining wird dieser Wert auf einen bestimmten Zielwert hin trainiert, sodass er zum Beispiel den Messwert einer gesunden Vergleichsbevölkerungsgruppe erreichen soll.

### Weitere Varianten des Neurofeedbacks
Mit der Zeit haben sich viele neue Verzweigungen unter dem Begriff Neurofeedback gesammelt. Zum Teil unterscheidet sich die angewandte Methodik signifikant von der wissenschaftlichen Praxis.
Einige Beispiele sind LENS (Low Energy Neurofeedback System von Len Ochs), Loreta-Neurofeedback (Low Resolution Electromagnetic Tomography) (3-D), Bipolares Training, Z-Wert-basiertes Training (Z-Score-Training), ILF (Infra-Low-Frequency), Othmer Verfahren.

#### Z-Werte-Verfahren bzw. Z-Score-Training
Die Grundidee hierbei beruht auf EEG-Datenbanken. Eine EEG-Datenbank beinhaltet EEG-Werte einer gesunden Soll-Norm-Population im Hinblick auf Amplitude, Kohärenz, Asymmetrie und Phase. Überwiegend wird beim Z-Werte-Verfahren ein Frequenzbandtraining verwendet, wobei das Trainingsprotokoll durch den Abgleich mit der EEG-Datenbank definiert wird.
Aktuell für Neurofeedback verwendete EEG-Datenbanken mangeln an Transparenz. Beispielsweise werden zwar Altersspannen für die Verwendung angegeben, die Altersverteilungen der Probanden sind allerdings nicht angegeben. Auch beschränken sich aktuelle Datenbanken auf die US-amerikanische Population.

## Anwendungsbereiche

### Medizinisch/Therapeutisch
Behandlung von:
- Angststörungen
- Aufmerksamkeitsdefizit-/Hyperaktivitätsstörung[7]
- Autismus[8]
- Depression
- Epilepsie[9]
- Lernstörungen wie Dyslexie und Dyskalkulie
- Migräne und Kopfschmerz
- Schizophrenie
- Schlafstörungen
- Schlaganfällen
- Suchterkrankungen
- Tic-Störungen, Tourette-Syndrom

### Gesundheitsförderung und Prävention (diagnosefreie Anwendung)
- Training zur Stressbewältigung und -reduktion
- Erhaltung der geistigen Flexibilität im Alter

### Erziehung, Sozialisation und Schulkontext
- Training zur Schulleistungssteigerung (Steigerung des sog. Performance-IQ)
- Training „jugendlicher Delinquenten“ (Ausgleich von Instabilität)[10]

### Beruflicher Leistungserhalt und Erreichen von mentalen Spitzenleistungen
- Training von Berufstätigen mit hohen Stressbelastungen (zum Beispiel Militärpiloten)
- Verbesserung der künstlerischen Performance von Musikern[11]

### Sport
- Training von Zielgenauigkeit im Spitzensport, besonders bei Zielsportarten (z. B. im Golf, Darts)[12][13]
- Mentaltraining
- Training von Gleichgewichtskomponenten und motorische Kontrolle im Sport.[14][15][16]

## Kritik an der medizinischen Anwendung
Die US-amerikanische Zulassungsbehörde FDA (Food and Drug Administration) erlaubt Neurofeedback zwar für Entspannungstrainings, jedoch für keine andere Anwendung.
Der Begriff „Neurofeedback“ fasst viele verschiedene Verfahren zusammen. Jedoch ist die Studienlage für die unterschiedlichen Herangehensweisen und der damit einhergehenden verschiedenen Wirkungsweisen und Effektivitäten nicht gleichmäßig ausgebaut. Dies spiegelt sich beispielsweise in der S3 Leitlinie für „Aufmerksamkeitsdefizit-/Hyperaktivitätsstörung (ADHS) im Kindes-, Jugend- und Erwachsenenalter“ wider. Sie gibt nur eine Empfehlung für die gut untersuchten Protokolle aus. Diese umfassen „das Feedback der Theta-Beta-Ratio [Frequenzband-Training] über der fronto-zentralen Region, des Sensorimotor-Rhythmus (SMR [Frequenzband-Training]) über dem Motorkortex oder der langsamen kortikalen Potentiale (slow cortical potentials, SCP) über der Schaltregion“. Dagegen gibt es andere Verfahren, von denen die Leitlinie explizit abrät. Dennoch werden in der praktischen Anwendung des Neurofeedbacks häufig Verfahren herangezogen, deren Wirkungsweisen nicht so gut untersucht sind wie das Frequenzband-Training oder SCP-Training.

### Bücher
- K.-M. Haus, C. Held, A. Kowalski, A. Krombholz, M. Nowak, E. Schneider, G. Strauß, M. Wiedemann: Praxisbuch Biofeedback und Neurofeedback. Springer Medizin, 2013, ISBN 978-3-642-30178-0.
- Michelle Hampson [Ed.]: fMRI Neurofeedback. Academic Press 2021. ISBN 978-0-12-822421-2.
- Thomas F. Collura: Technical Foundations of Neurofeedback. Routledge, 2014, ISBN 978-0-415-89901-7.
- Ute Strehl: Neurofeedback: Theoretische Grundlagen – Praktische Vorgehen – Wissenschaftliche Evidenz. W. Kohlhammer, 2013, ISBN 978-3-17-021468-2.
- Robert Coben, James R. Evans: Neurofeedback and Neuromodulation Techniques. Academic Press, 2011, ISBN 978-0-12-382235-2.
- Jim Robbins: A Symphony in the Brain. Grove Press, New York 2000, ISBN 0-8021-3819-5.
- John N. Demos: Getting Started with Neurofeedback. W. W. Norton & Company, New York, ISBN 0-393-70450-5.
- Anna Wise: The High-Performance Mind. The Putnam Publishing Group, New York 1995, ISBN 0-87477-806-9.

### Zeitschriften
- Clinical Electroencephalography ISSN 0009-9155, MEDLINE Abbr: Clin Electroencephalogr, NLM ID: 0236454 Wissenschaftliche Zeitschrift, Sondernummer zu Neurofeedback.
- Child and adolescent psychiatric clinics of North America ISSN 1056-4993, MEDLINE Abbr: Child Adolesc Psychiatr Clin N Am, NLM ID: 9313451 Wissenschaftliche Zeitschrift welche Reviews zum Stand der Forschung wiedergibt. In der Januarausgabe 2005, welche den Themenbereich ‚Emerging Interventions’ abhandelt sind sechs von zehn Beiträgen dem Thema Neurofeedback gewidmet.
- Journal of Neurotherapy. Die Zeitschrift der International Society for Neurofeedback & Research.

#### Aufsätze
- Ros T et al. (2020): Consensus on the reporting and experimental design of clinical and cognitive-behavioural neurofeedback studies (CRED-nf checklist). Brain. 2020 Jun 1;143(6):1674-1685. doi:10.1093/brain/awaa009.
- Birbaumer, N: “Your Thoughts are (were) Free!”: Brain-Computer-Interfaces, Neurofeedback, Detection of Deception, and the Future of Mind-Reading. Appl Psychophysiol Biofeedback (2024). https://doi.org/10.1007/s10484-024-09648-z.